# 弗龍貝格山 (波希米亞林山)
48°31′16″N 13°29′21″E / 48.521137°N 13.489029°E

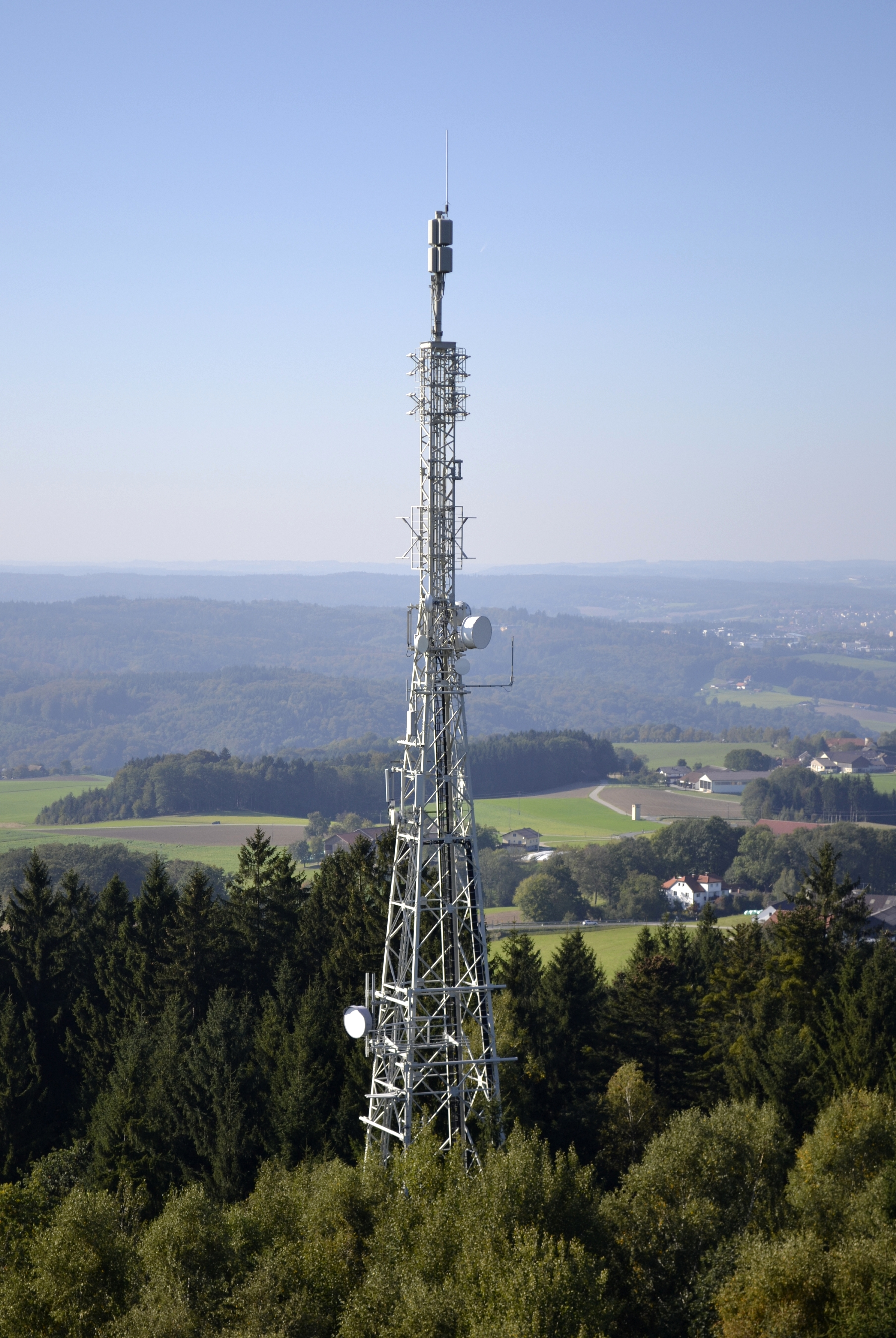

弗龍貝格山（德語：Fronberg），是奧地利的山峰，位於該國北部，由上奧地利州負責管轄，屬於波希米亞林山的一部分，海拔高度592米，山體由花崗岩組成。